# Orogenesi Sonoma
L'orogenesi Sonoma è stato un periodo orogenetico che ha interessato la parte occidentale dell'America Settentrionale. La cronologia esatta e la struttura di questa orogenesi sono ancora oggetto di dibattito tra gli studiosi.
Si ritiene che il processo orogenetico sia avvenuto durante la transizione tra Permiano e Giurassico, cioè all'incirca 250 milioni di anni fa, dopo l'orogenesi Antler del Devoniano. L'orogenesi Sonoma fa parte della sequenza di periodi di accrezione geologica che si svilupparono lungo il margine della Cordigliera, probabilmente causati dalla chiusura di un bacino compreso tra l'arco insulare di Sonomia e il continente nordamericano. Evidenze di questo evento sono state ritrovate in varie parti del Nordamerica occidentale e più distintamente nel nordovest del Nevada.
La denominazione di questo evento orogenetico fu assegnata da Silberling e Roberts, che la identificarono con la formazione Havallah, originariamente ritenuta risalente al Pennsylvaniano e al Permiano, ma successivamente modificata per includere rocce del tardo Devoniano e del Mississippiano.
È ancora oggetto di dibattito tra i geologi la questione se l'orogenesi Sonoma sia stata prodotta da movimenti tettonici di placche convergenti.